# (V.) Haakon norvég király
(V.) Haakon norvég király (Bergen, 1232. november 10. – Tønsberg, 1257. május 5.) norvég társuralkodó, még apja halála előtt elhunyt.

## Élete
Korabeli feljegyzések szerint az ifjabb Haakon ,, jóképű, erős, gyors, éles eszű, közepes testalkatú férfi volt, gyönyörű hajjal és szemekkel, aki akkortájt Norvégia legjobb lovasa " is volt egyben. Haakon 1240. április 1-től haláláig apja társuralkodója volt, habár féltestvére, a fattyúgyermek Sigurd idősebb volt nála, s apjuk őt is szerette és elismerte fiaként, így némelyek nem tartották annyira egyértelműnek az ifjabb Haakon egyedüli jogát a koronához. 1240. május 24-én IV. Haakon norvég király emberei a norvég polgárháború csatája közben meggyilkolták apósát, Skule herceget. Haakon 1251-ben feleségül vette a svéd Birger grófjának leányát, a 14 esztendős Rikissa-t, hogy a norvég és a svéd király szövetségre léphessen egymással Dánia ellen. 1252-ben fiuk született, Sverre, aki kilenc évet élt. 1257. május 5-én, 24 évesen érte őt utol a halál egy betegség következtében, Tønsbergben, egy kolostorban. Végső nyughelye a Szent Hallvard Katedrálisban van, Oslóban. Halála után öccse, VI. Magnusz néven lépett Norvégia trónjára, 19 éves korában. Haakon halála után özvegye visszatért Svédországba, újból férjhez ment és három gyermeket szült még. Rikissa 1288-ban, körülbelül 51 évesen hunyt el.

## Családja
IV. Haakon norvég király és Margret Skuladottir norvég arisztokrata hölgy második gyermeke. A szülők 1225. május 25-én házasodtak össze.
Apai nagyszülők: III. Haakon norvég király és ágyasa, Varteigi Inga
Anyai nagyszülők: Skule (Godwin) Bårdsson norvég nemes és 1239-ben trónkövetelő, veje IV. Haakon ellenében és Ragnhild Jonsdotter
Testvérei:
- Olav (1226-ban született), még csecsemőként meghalt.
- Krisztina (1234–1262), aki 1258. március 31-én hozzáment a kasztíliai infánshoz, a nála három évvel idősebb Ivrea Fülöphöz. Frigyük négy éve során nem született közös gyermekük.
- VI. Magnus norvég király (1238. május 1 – 1280. május 9.), ő 1261-ben nőül vette a 17 esztendős dán királyi hercegnőt, Estridsen Ingeborgot. Házasságuk 19 éve alatt négy fiuk született, 1262-ben Olaf, Magnusz 1264-ben, ám Olaf 1267. március 15-én meghalt, Magnusz pedig még születése évében elhunyt. 1268-ban jött világra Erik, Haakon pedig 1270-ben született. Később Erikből és Haakonból is norvég király lett.

Haakon féltestvérei, egy fiú és két leány apja szeretőjétől, Kanga Folkindbergtől:
Sigurd, Cecília és Kone. Sigurd 1252-ben halt meg. Cecília 1241-ben nőül ment a norvég arisztokratához, Gregorius Andressonhoz. Öt év múlva megözvegyült. Utána Harald Olafssonhoz, Mann királyához 1248-ban. Még ugyanabban az évben mindketten vízbe fulladtak, egy hajóút során, Norvégiából Harald királysága felé tartva. Kone hozzáment Toralde Gunnarsson Hvite-hoz, 1258-ban. Két év múlva megözvegyült. Egy gyermekük született.